# Tejo (sport)
Il tejo, conosciuto anche con il nome turmequé, è uno sport tradizionale colombiano di origine indigena. Si deve colpire un bersaglio contenente polvere da sparo con un disco metallico, lanciandolo da circa 20 m di distanza.
Esistono molte teorie sulle origini di questo sport tradizionale, tuttavia non vi è alcuna prova convincente a causa della mancanza di tradizione orale tra i nativi del popolo muisca e la mancanza di documenti archeologici che possano indicare le sue origini reali.

## Diffusione

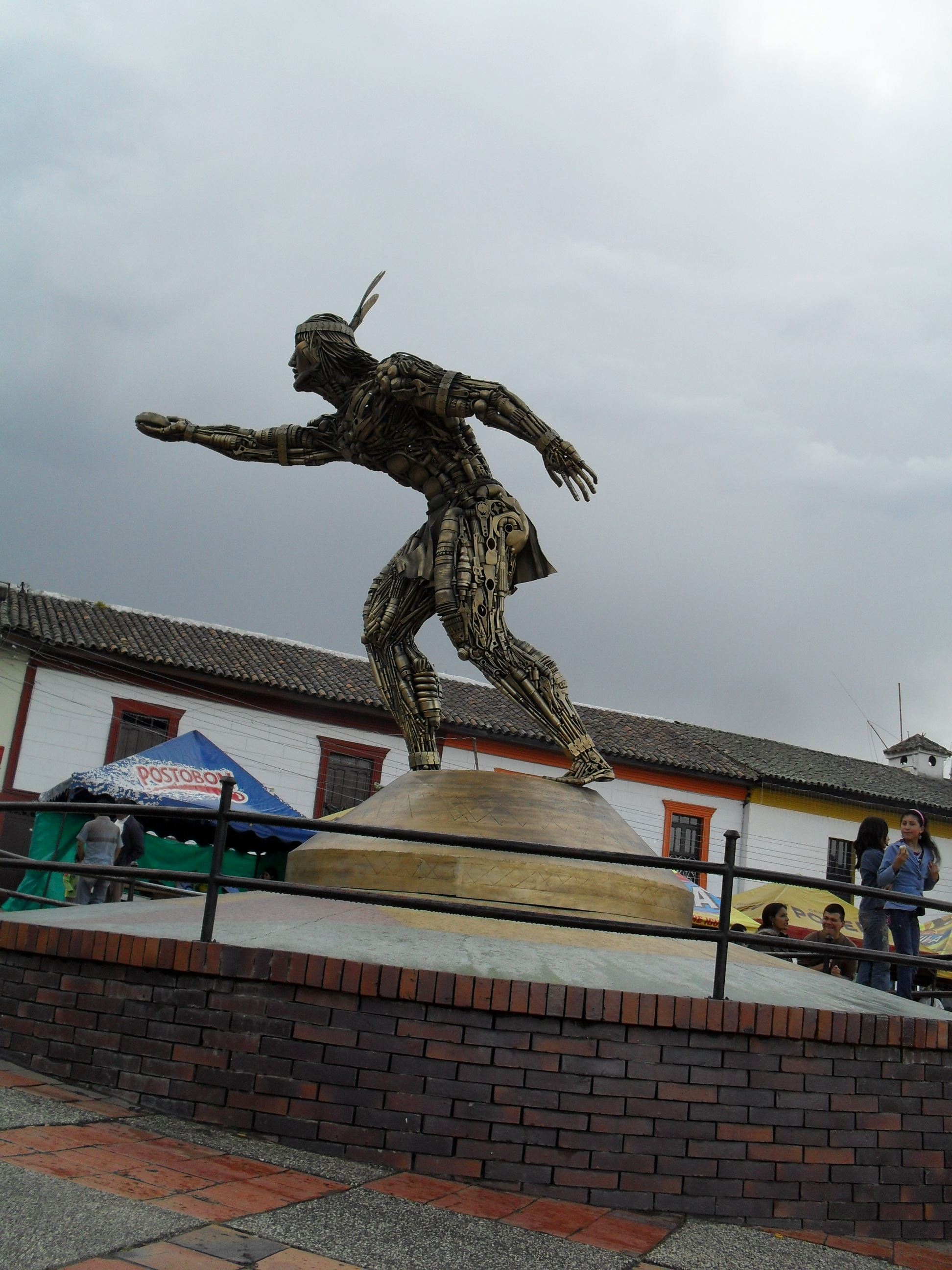
Statua di un indigeno che gioca al tejo (Turmequé, Boyacá, Colombia)

In Colombia il tejo è uno sport molto apprezzato dagli strati popolari della società, anche se ci sono arene ove praticare il tejo pure tra i quartieri dove vive la popolazione con maggiori possibilità economiche. La maggior parte dei praticanti vedono questo sport come qualcosa di tipico della loro origine precolombiana. Solo il calcio colombiano gode di un séguito maggiore nel paese.
Il tejo, pur originario della Colombia, ha squadre di professionisti anche in paesi vicini, tra cui Venezuela, Ecuador e Panama, dove però è seguito molto meno.

## Regole
A seconda del contesto, il tejo può essere giocato in maniera formale o informale dal sistema di punteggio fino ai tornei del campionato professionista.
Il gioco consiste nel lanciare gettare un disco metallico del peso di circa 680 grammi cercando di centrare un buco, distante circa venti metri, scavato in un cumulo di terra modellato con una pendenza di quarantacinque gradi. Il nome del disco metallico è appunto tejo.
I buchi si trovano alle due estremità del campo di giocoː questi sono costituiti da un telaio di legno che contiene argilla e un bordo protettivo per mantenere il tejo all'interno ed evitare di colpire altri elementi o persone nella zona limitrofa. All'interno del telaio, vi è un tubo metallico abbastanza forte da resistere agli impatti continui del tejo. Questo tubo è la destinazione in cui il tejo è destinato a colpire e si trova inclinato nella stessa posizione del telaio (45° gradi).
Il tejo deve essere gettato dall'area di lancio e l'obiettivo è quello di infilare l'interno del bersaglio all'altro estremo. La caratteristica principale di questo sport è l'uso di piccoli petardi, comunemente noto come mecha,  che esplodono quando vengono colpiti dal tejo. Tali buste generalmente a forma di triangolo con materiale esplosivo (polvere da sparo) sono posti sui bordi del tubo e nell'impatto con il tejo esplodono rumorosamente, creando un suono simile a quello creato da una piccola rivoltella al momento dello sparo.

## Punteggio
Sebbene possa variare a seconda del contesto, il punteggio comunemente utilizzato consiste in:
- Mano: si concede 1 punto al tejo più vicino alla fine di ogni turno;
- Mecha: si concedono 3 punti per ogni mecha esplosa;
- Embocinada: si concedono 6 punti a quel giocatore il cui tejo ha avuto un impatto all'interno del bersaglio;
- Moñona: garantisce 9 punti a quel giocatore che ha centrato il tubo e ha fatto esplodere la mecha con lo stesso tiro.

## Galleria d'immagini

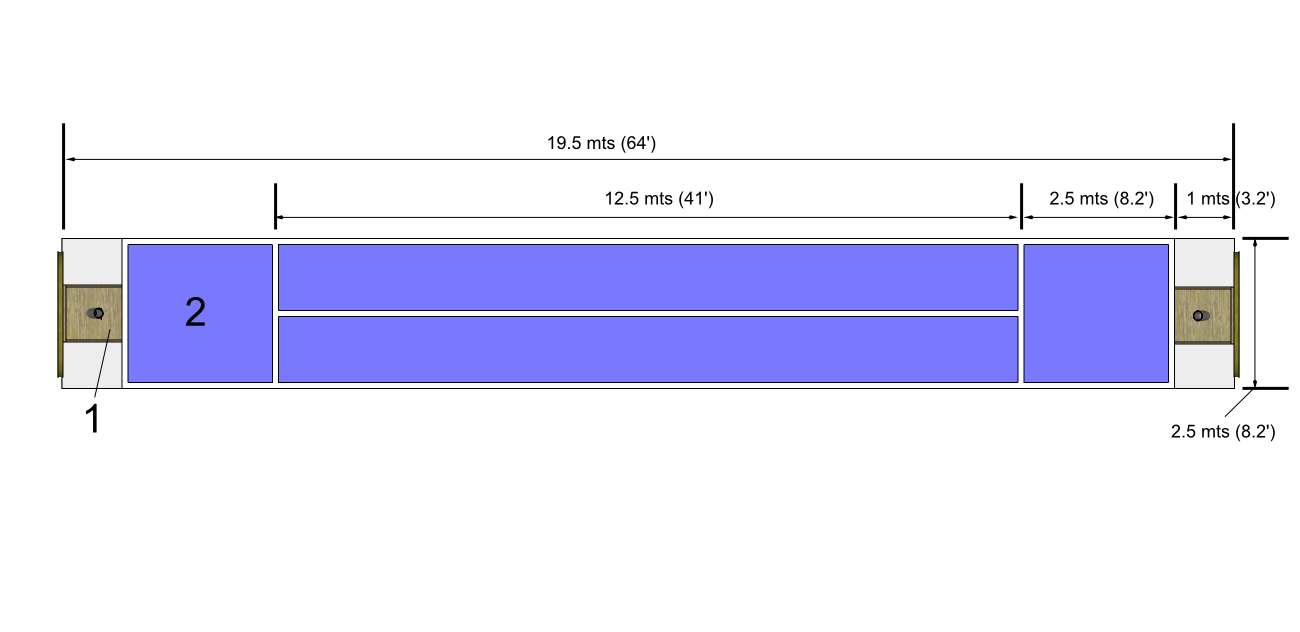
Campo di gioco (1. Tubo 2. Area di lancio)
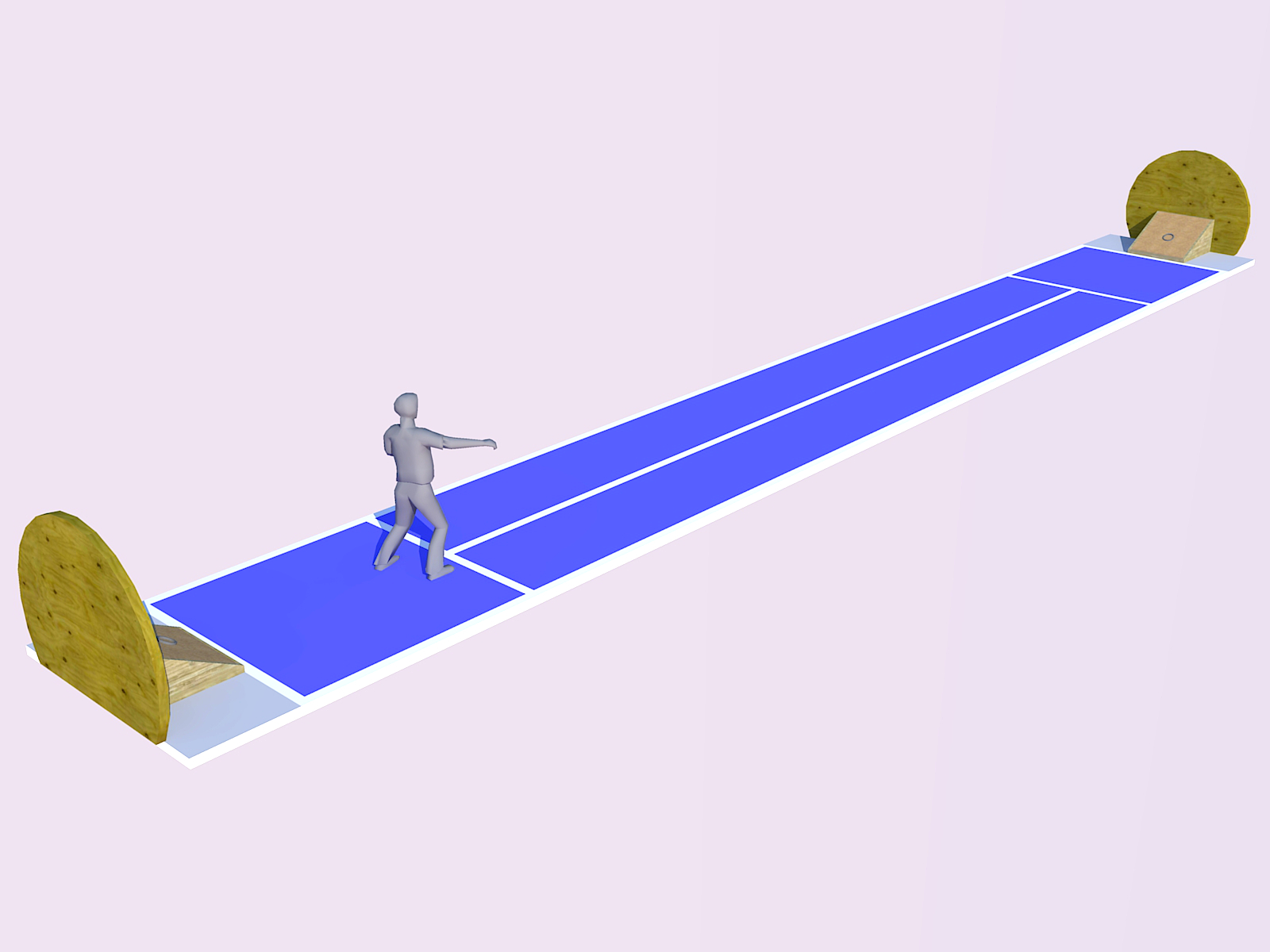
Campo di gioco
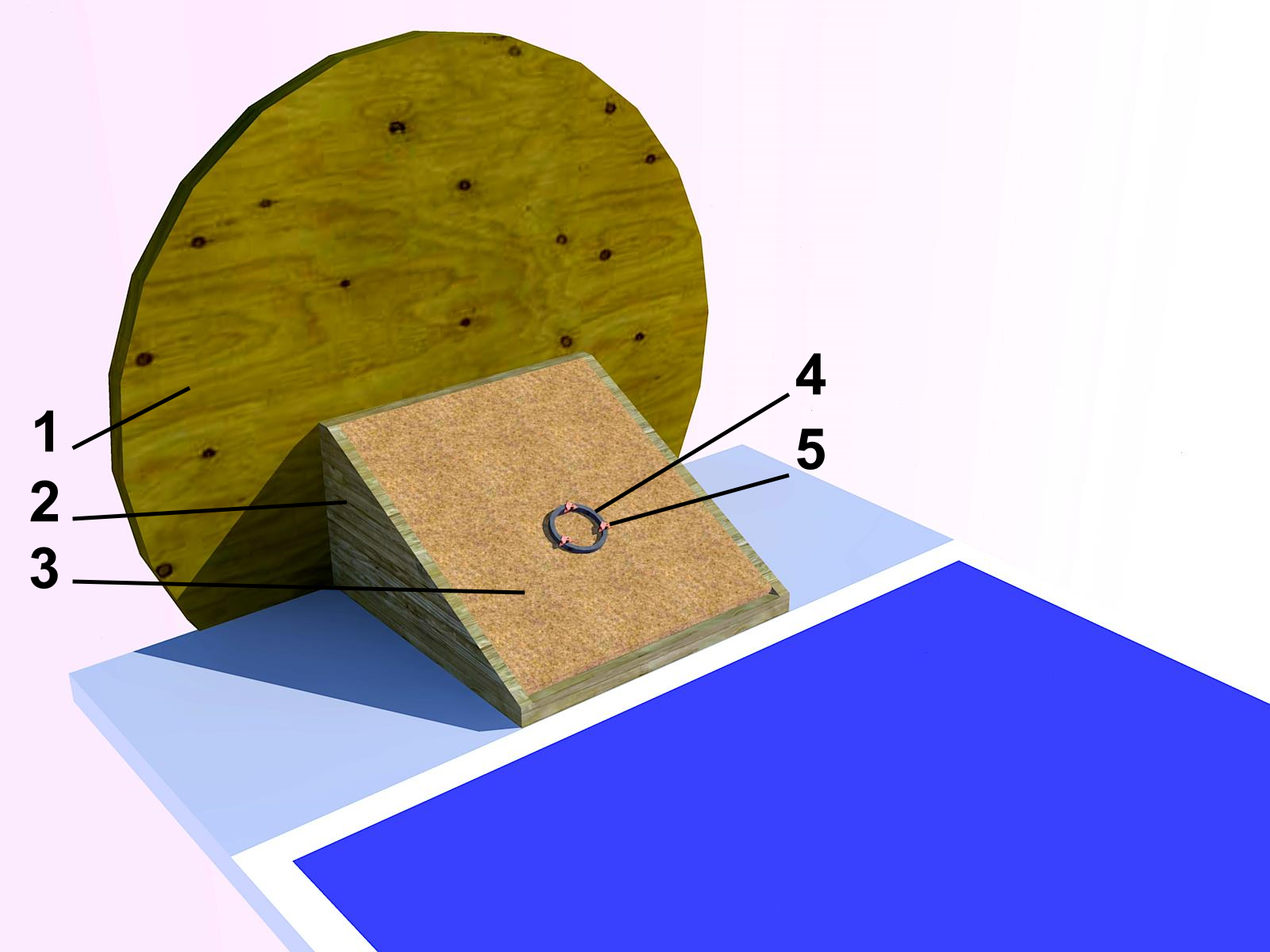
Bersaglio. (1. Barriera protettiva 2.Telaio 3. Terra 4. Obiettivo 5. Mecha
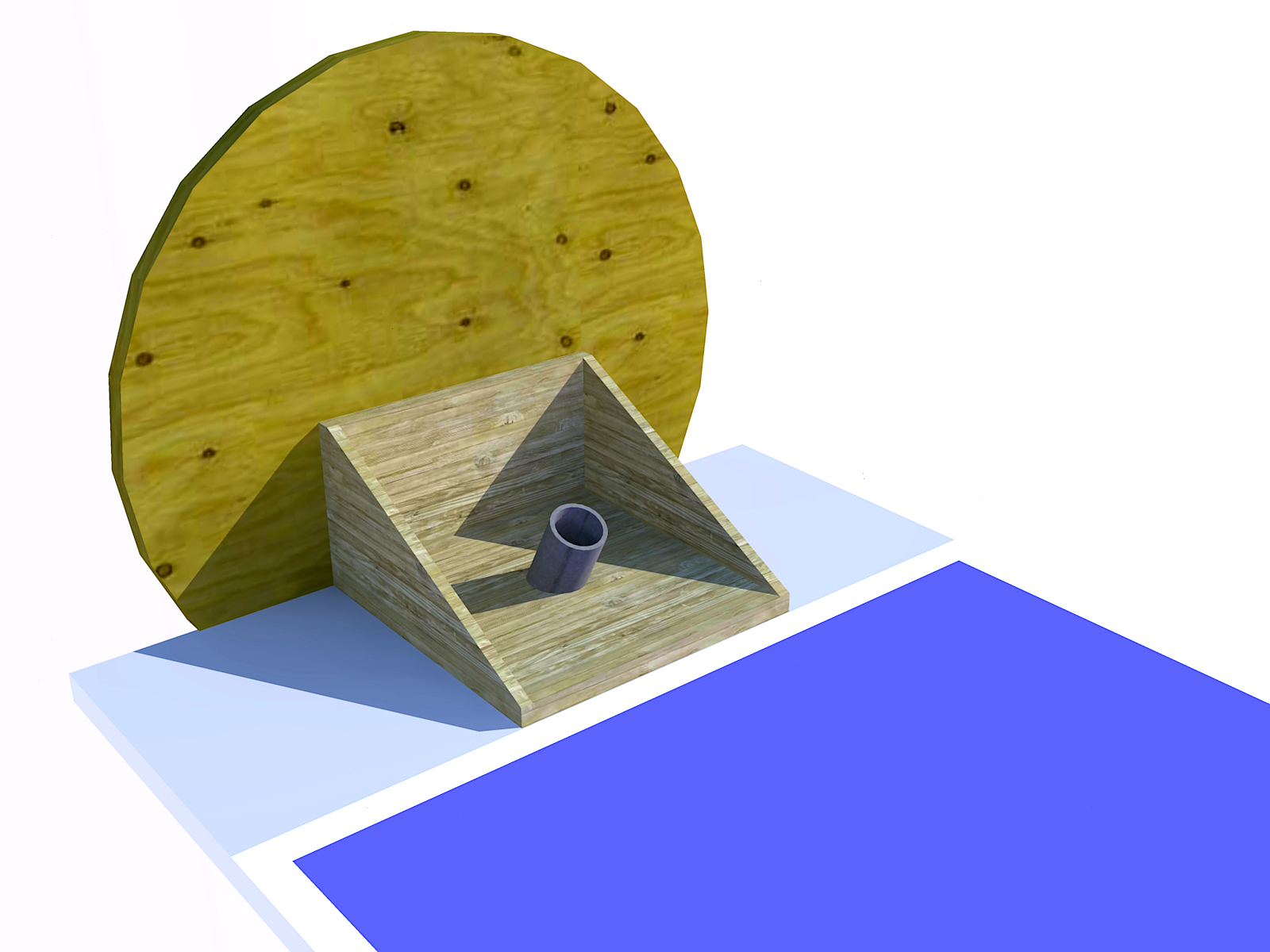
Telaio dell'obbiettivo, senza terra
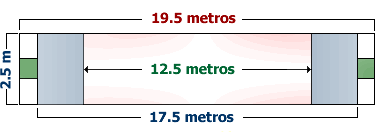
Misure del campo da tejo
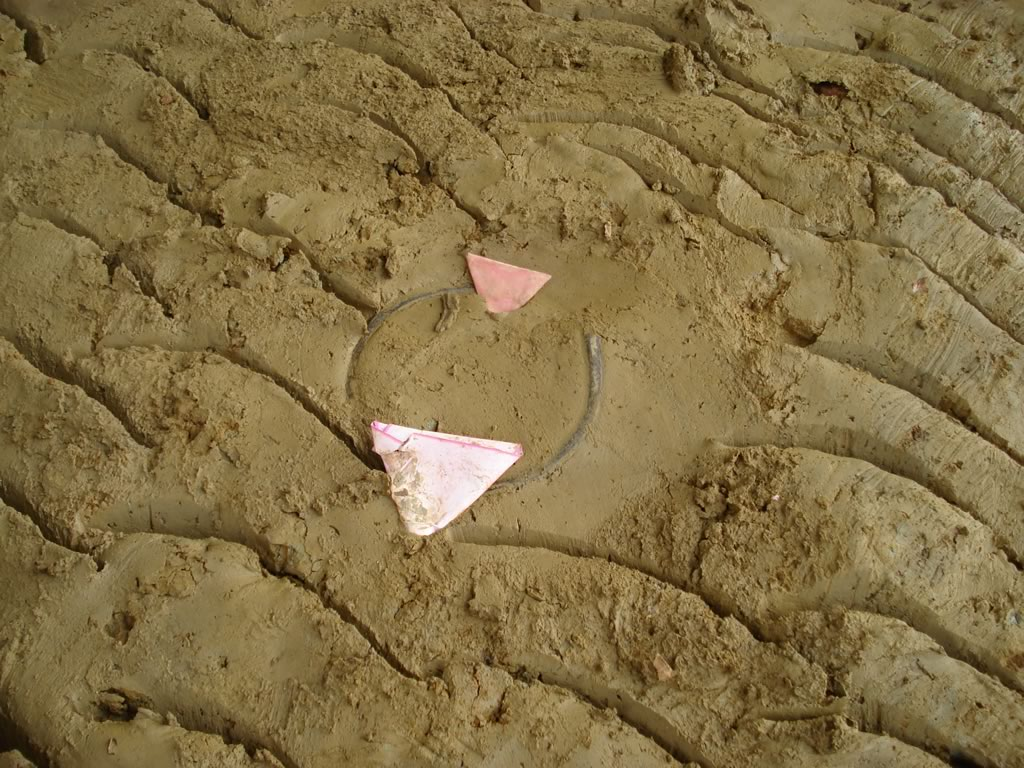
Mechas del tejo
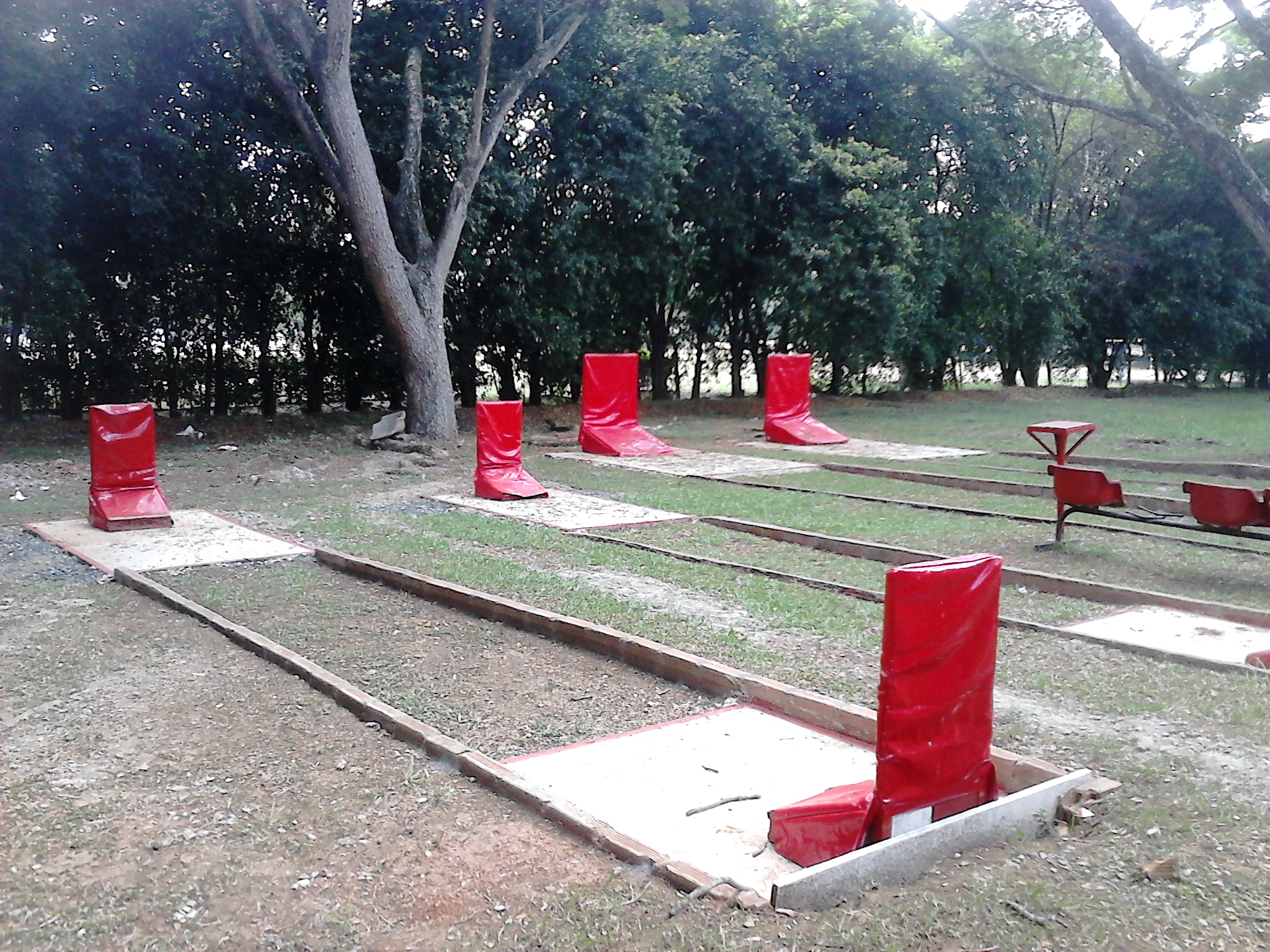
Campi da tejo